# 25-е — первый день
25е — первый день — советский мультипликационный фильм, дебютная работа режиссёров  Юрия Норштейна и Аркадия Тюрина. Фильм-плакат к 50-летию Октябрьской революции. Фрагменты из музыки Дмитрия Шостаковича. Фильм создан на основе произведений советских художников первых лет Революции — Лентулова, Альтмана, Петрова-Водкина и других.

## История создания
В книге «Сказка сказок» Юрий Норштейн пишет:
«„25е — первый день“, моя первая работа (совместно с Аркадием Тюриным), сделана в 1967—1968 годах. Мы задумывали революционно-романтический этюд, в котором живопись русского и европейского авангарда 10-20-х годов соединилась с музыкой великого композитора Дмитрия Шостаковича. Живопись этого времени невероятно кинематографична; в ней скрыта, сжата метафизика времени. Мы делали фильм с ощущением Революции как начала мощного культурного процесса. Нас вдохновлял тот факт, что произведения художников были наполнены идеей обновления мира, творения своей судьбы.
Список художников, чьи произведения были взяты в основу фильма, впечатляет: Татлин, Петров-Водкин, Шагал, Филонов, Альтман, Малевич, Дейнека, Пименов, Лисицкий. Мы использовали графику Маяковского (его же строка стала названием фильма), Юрия Анненкова, Чехонина, Лебедева, Чупятова. Из европейских художников — Жорж Брак. Именно его живописное звучание стало основой эпизода „Штурм“. Финал фильма строился на живописи Филонова „Гимн Городу“ и „Формула Революции“, на стихах французского поэта Поля Элюара, в которых говорилось о братстве людей. Ангел Шагала летел над праздничной демонстрацией.
Революция!!! Какие прекрасные лозунги: „Мир — народам!“, „Хлеб — голодным!“, „Земля — крестьянам!“. Они обернулись борьбой за власть, гражданской войной, голодом, кровавым 37-м годом. Мы наивно полагали тогда, что террор развязан Сталиным. Мы не знали, что его начало в указах Ленина. Именно по его указу в один день из страны были высланы религиозно-философские мыслители. Ленин изучал философию. Он повторял: „Идея, ставшая достоянием масс, становится неодолимой силой“. Ему не нужны были мыслители, не согласные с ним. Казалось бы, на лозунгах Революции начертан культурный подъём народа. Печальная участь почти всех творцов, вне зависимости от их отношения к октябрьским событиям, известна. Мы с моим соавтором, Аркадием Тюриным, на себе испытали силу политической редактуры. Нас заставили выбросить эпизод, сделанный по гравюре Фаворского „Ленин и Революция“. Вместо него в фильме плакатный Ленин, на фоне всего монтажного куска ставший чудовищем. Нам пришлось убрать недоснятый финал. Фильм так и не появился в задуманном варианте.
И всё же я не жалею о сделанном. Прежде всего потому, что через фильм я открыл великое искусство 10-20-х годов. Именно это искусство позволило разглядеть огромные эстетические возможности мультипликации, почувствовать новую изобразительную драматургию. Через эту работу я открыл, что мультипликация есть пластическое время. Этот фильм повлиял на всю последующую мою работу.

И ещё один урок. Этот фильм научил меня не идти ни на какие уступки, если они не согласуются с твоей совестью.»
В программе «Мир анимации или анимация мира» Юрий Норштейн так вспоминал о фильме: «Вот это было первое, за что нам сразу дали как следует по шапке. Это на шесть лет отодвинуло от меня режиссуру.»

## Съёмочная группа
- режиссёры и художники-постановщики — Юрий Норштейн, Аркадий Тюрин
- оператор — Владимир Саруханов
- монтаж — Лидия Кякшт
- директор картины — Натан Битман